# Rodezija
Rodezija (engleski: Rhodesia, shona: Rodizha), od 1970. službeno Republika Rodezija (engleski: Republic of Rhodesia) bivša je nepriznata država koja je nastala nakon Južne Rodezije kada je 1965. rodezijska vlada donijela odluku o nezavisnosti. U prosincu 1979. donesen je ugovor Kuće Lancaster kada polako završava kontrola Britanije te Rodezija postaje priznata država Zimbabve u travnju 1980.

## Ime
U početku je područje poznato kao Južna Zambezija zbog rijeke Zambezi, a 1895. postaje poznata kao Rodezija po Cecilu Rhodesu.

## Povijest
Na području Rodezije postoje dokazi ljudskog života od kamenog doba. Postojalo je i nekoliko kraljevstava, jedan od kojih je i Kraljevstvo Zimbabve s ostavštinom Velikog Zimbabvea. Na tom području živjela je nekolicina naroda, neki od kojih su Shaka, Ndebele, Zulu i Shona. 
U drugom djelu 19. stoljeća Britanci prodiru do područja, i 1888. potpisana je Ruddova koncesija koja je dala ekskluzivna prava za rudarenje od kralja Lobengule. Već sljedeće godine Cecil Rhodes je dobio povelju od kraljice Viktorije te s Britanskom južnoafričkom kompanijom zauzimaju taj teritorij. 
Nakon daljnjih osvajanja, 1893. pokušaji pregovora propadaju te dolazi do Prvog Matabele rata. Zbog posjedovanja automatskih pušaka Maxim, Britanci se lako brane od Matabelea.
Pod nagovaranjem i vodstvom duhovnog vođe Mlimoa u ožujku 1896. dolazi do Drugog Matabele rata ili prve Chimurenge, tj. oslobodilačkog rata. Veliki broj doseljenika je ubijen kroz sljedećih par mjeseci, nakon čega dolazi pojačanje iz Južne Afrike i bijeg Milmoa, koji odlazi u brda Matopos. Tamo ga pronalazi i ubija Frederick Russell Burnham u svibnju 1896.
Tijekom Prvog svjetskog rata bijelci iz Južne Rodezije su pridonijeli jako puno u borbi Britanaca na Zapadnoj fronti. U Drugom svjetskom ratu obje rase služe u Africi, Mediteranu, Bliskom Istoku i Europi. 
Iako su na papiru dvije rase bile iste, u praksi tako nije bilo. Za glasanje bilo je potrebno zarađivati 100 funti i posjedovati imovinu od najmanje 150 funti, te su se sve državne radnje odvijale na engleskom. Kolonijalne vlasti donijele su 1950. zakon po kojem je afrička obitelj mogla posjedovati najviše osam akri zemlje i samo šest grla stoke, što je uvelike remetilo dotadašnji način života i rada. Bijelci su za isti rad u rudnicima dobivali 100 do 150 funti, a crnci 20 do 25 funti.
Garfield Todd je s reformama donio bolje obrazovanje, stanovanje i zdravstvo, te je pokušao i donijeti reformu kojom bi 16 % umjesto 2 % crnaca imalo pravo na glas, ali je zbog toga smijenjen.
Od 1953. do 1963. Južna Rodezija je bila dio Federacije Rodezije i Njase kojoj su se protivili crnci jer su se bojali da neće postići nezavisnost zbog dominacije bijelaca u vlasti. Nakon raspada Federacije nastaju države Zambija i Malavi, a Rodezija ponovo postaje britanska kolonija.
Od 1957. do 1960. postojao je i Južnorodezijski afrički nacionalni kongres koji se borio za prava crnaca. Unlawful Organizations Act (UOA) iz 1959. je zabranio određene organizacije, među kojima je i Južnorodezijski afrički nacionalni kongres. U siječnju 1960. nastaje Nacionalna demokratska partija (NDP) koja se također se bori za prava crnaca kroz česte i velike prosvjede u gradovima. The Preventive Detention Act (PDA) je uvelike otežao rad NDP-a nakon što je donešen 1965. 

### Rodezijski građanski rat
Rodezijski građanski rat, Druga Chimurenga ili Rodezijski rat grmlja (engleski: Rhodesian Bush War) započeo je 4. srpnja 1964. s ubojstvom Pietera Johana Andriesa (Andrewa) Oberholzera. Ubojstvo je počinila Afrička nacionalna unija Zimbabvea.
Ian Smith je 1965. godine objavio Južnu Rodeziju kao samostalnu držanu zbog odluke Britanije o vladavini većine, što je značilo vlast crnaca. To je pozicioniralo Iana Smitha, sa strankom Rodezijska fronta, kao jednu od strana rata. Osim domaćih crnaca koji su sačinjavali većinu regularne vojske, Rodezijske sigurnosne snage, te bijelci koji su sačinjavali specijalne postrojbe Rodezijske specijalne zračne službe i Rodezijske lake pješadije, bilo je i volontera iz zapadnih zemalja, ponajviše veterana Vijetnamskog rata iz SAD-a, Australije i Novog Zelanda.
Tijekom rata Rodezijske sigurnosne snage koristile su i kemijska i biološka oružja. 
Druge dvije strane rata su Afrička nacionalna oslobodilačka vojska Zimbabvea, oružani dio Afričke nacionalne unije Zimbabvea, i Narodna revolucionarna vojska Zimbabvea, oružani dio Afričke narodne unije Zimbabvea.
Afrička nacionalna oslobodilačka vojska Zimbabvea bila je prisutna u većini zemlje i imala je sjedišta u ruralnim područjima gdje su silom i nagovaranjem politički aktivirali stanovništvo. Pokušali su paralizirati rodezijsku ekonomiju korištenjem sovjetskih mina, na što su rodezijske sile odgovorile s vozilima koje su otporne na mine. Afrička nacionalna oslobodilačka vojska Zimbabvea imala je veze s pokretom nezavisnosti Mozambika i s NR Kinom.
Narodna revolucionarna vojska Zimbabvea bila je protuvladina organizacija koja se temeljila na identitetu naroda Ndebeleu. Narodna revolucionarna vojska Zimbabvea je umjesto s Mozambikom, imala veze sa Zambijom i sa Sovjetima.
Iako su Afrička nacionalna oslobodilačka vojska Zimbabvea i Narodna revolucionarna vojska Zimbabvea bile protiv tadašnje vlade i rodezijskih snaga, dolazilo je i do njihovog okrašaja za dominaciju područja.
Unatoč ratu, na kraju je integracija vladavine većine postignuta mirnim putem kroz izbore.
Poznati »suvenir« rata je rodezijski FN FAL kojeg je Južna Afrika proizvodila i davala Rodeziji unatoč sankcijama.

### Nakon rata
Rodezijske sigurnosne snage poznate su kao jedna od najefikasnijih vojska u povijesti. Usprkos tome, Rodezija je prestala postojati nakon kratke britanije vladavine od 12. prosinca 1979. do izbora 17. travnja 1980. Dan nakon, 18. travnja 1980., Rodezija postaje dijelom Zimbabvea.